# Kriegerdenkmal Be’er Scheva

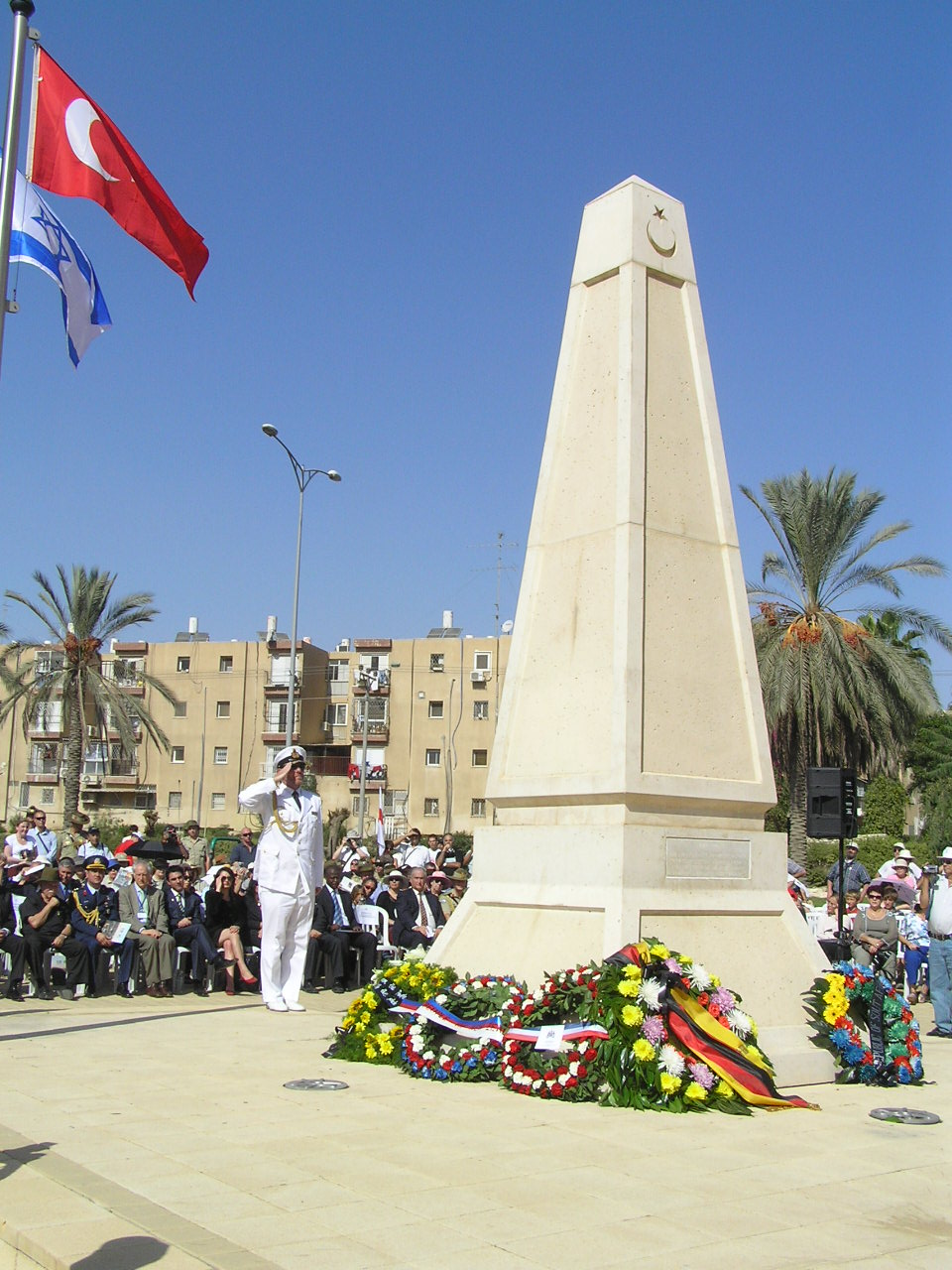
Gedenken zum 90. Jahrestag der Schlacht von Birüssebi (Beʾer Scheva) am 31. Oktober 2007

Das Kriegerdenkmal Beʾer Scheva (hebräisch מַצֵּבַת הַזִּכָּרוֹן הַתּוּרְכִּית בִּבְאֵר שֶׁבַע Mazzevat ha-Sikkarōn ha-Tūrkīt bi-Vʾer Scheva, deutsch ‚Türkischer Gedenkgrabstein in  Beʾer Scheva‘) befindet sich in der israelischen Stadt Beʾer Scheva am restaurierten Empfangsgebäude des von 1915 bis 1927 betriebenen alten Bahnhofs Beʾer Scheva an der ehemaligen osmanischen Militärbahn Masʿūdiyya–Sinai.
Das Denkmal erinnert an 298 Soldaten der Osmanischen Armee, die 1917 in der Schlacht von Birüssebi (Beʾer Scheva) der Mittelmächte gegen die Triple Entente an der Sinai- und Palästinafront während des Ersten Weltkrieges gefallen sind. Es wurde durch Vertreter der Republik Türkei und der Stadtverwaltung Beʾer Schevas am 21. Oktober 2002 enthüllt.
Koordinaten: 31° 14′ 43,7″ N, 34° 47′ 9″ O